# Erika Sawajiri
Erika Sawajiri (沢尻 エリカ?, Sawajiri Erika; Nerima, 8 aprile 1986) è un'attrice, modella e cantante giapponese affiliata all'Avex Group.
Fino al 2010 ha invece lavorato per la Stardust Promotion.
Ha raggiunto la fama grazie all'interpretazione nel dorama 1 litre no namida, basato su una storia vera tratta dal libro omonimo, nel quale ha recitato come protagonista nel ruolo di Aya, una ragazza affetta da una grave malattia degenerativa che la porta presto alla morte. Ha iniziato la sua carriera da musicista usando lo pseudonimo di Kaoru Amane, per poi continuare sotto il nome di Erika.

## Biografia
Nata a Tokyo da padre giapponese e madre di nazionalità francese ma di origini algerine (berberi), è la più giovane di tre fratelli e sorelle. Suo padre morì di tumore durante il suo terzo anno di scuola media, mentre uno dei suoi fratelli morì per un incidente stradale quando Erika frequentava il primo anno di liceo. Sua madre gestiva un ristorante mediterraneo (chiuso in seguito per motivazioni sconosciute), con l'aiuto della figlia.
Nel 1999, passò un'audizione della Stardust Promotion, dove diventò in seguito una delle idol del progetto Angel Eyes, facendo poi la modella per varie riviste e magazine come Cutie e Nicola. Nel 2002 intraprese la carriera cinematografica recitando nel film Mondai no nai watashitachi. Il suo ruolo più famoso rimane comunque quello di Aya nel dorama Ichi rittoru no namida, dove la Sawajiri interpreta una ragazza affetta da atassia spinocerebellare.
Successivamente cominciò la carriera di cantante sotto il nome di Kaoru Amane, nome del personaggio di cui indossò i panni nel dorama Taiyō no uta, che la vede protagonista assieme a Takayuki Yamada. Il singolo che fa da sigla alla serie TV si piazzò alla seconda posizione nella seconda e nella quarta settimana dal suo debutto. Il 16 luglio del 2007, pubblicò il suo primo singolo sotto il suo vero nome, intitolato Free. Il singolo si piazzò al primo posto della classifica Oricon, facendo della Sawajiri la prima donna ad aver posizionato i suoi primi due singoli alla posizione più alta dal 1983, dopo Hiroko Yakushimaru.

### Vita privata
Nel 2007 iniziò una relazione con il DJ, regista e scrittore Tsuyoshi Takashiro, con il quale convisse a Londra e poi in Spagna, e che sposò nel 2009 per separarsi però l'anno seguente.
Alla fine del 2009 l'agenzia Stardust rese noto lo scioglimento del suo contratto per motivi non dichiarati: tutti i suoi progetti furono cancellati, ufficialmente per non essere conformi con gli obblighi contrattuali assunti. Il suo nome venne citato da alcuni media come parte interessata nel caso di droga che coinvolse Noriko Sakai. Rientrerà nel mondo dello spettacolo solamente nel 2012.

## Filmografia

### Cinema
- Mondai no nai watashitachi (問題のない私たち?), regia di Toshiyuki Morioka (2002)
- Pacchigi! (パッチギ!?), regia di Kazuyuki Izutsu (2005)
- Ashura - La regina dei demoni (阿修羅城の瞳?, Ashura-jō no hitomi), regia di Yōjirō Takita (2005)
- Shinobi, regia di Ten Shimoyama (2005)
- Mamiya kyōdai (間宮兄弟?), regia di Yoshimitsu Morita (2006)
- Sugar & Spice - Fūmi zekka (シュガー＆スパイス 風味絶佳?, Shugā & supaisu - Fūmi zekka), regia di Isamu Nakae (2006)
- Otoshimono (オトシモノ?), regia di Takeshi Furusawa (2006)
- Tenshi no tamago (天使の卵?), regia di Shin Togashi (2006)
- Tegami (手紙?), regia di Jirō Shōno (2006)
- Closed Note (クローズド・ノート?, Kurōzudo nōto), regia di Isao Yukisada (2007)
- Helter Skelter (ヘルタースケルター?, Herutā sukerutā), regia di Mika Ninagawa (2012)
- Shinjuku swan (新宿スワン?, Shinjuku suwan), regia di Sion Sono (2015)

### Serie televisive
- Hitonatsu no papa e (ひと夏のパパへ?) (TBS, 2003)
- Hotman (ホットマン?, Hottoman) (TBS, 2003)
- North Point - Friends (ノースポイント フレンズ?, Nōsu pointo - Furenzu) (UHB, 2003)
- Sakura sakumade (桜咲くまで?) (TBS, 2004)
- Fuyuzora ni tsuki wa kagayaku (冬空に月は輝く?) (Fuji TV, 2004)
- Tengoku e no ōenka - Cheers (天国への応援歌 チアーズ?, Tengoku e no ōenka - Chiāzu) (NTV, 2004)
- Mumei (無名?) (TBS, 2004)
- Aikurushii (あいくるしい?) (TBS, 2005)
- Rei no kanata e: The Winds of God (零のかなたへ〜THE WINDS OF GOD〜?) (ABC, 2005)
- 1 litre no namida (1リットルの涙?, Ichi rittoru no namida) (Fuji TV, 2005)
- Taiyō no uta (タイヨウのうた?) (TBS, 2006)
- 1 litre no namida tokubetsu-hen: tsuioku (1リットルの涙 特別編〜追憶〜?) (Fuji TV, 2007)
- L et M - Watashi ga anata o aisuru riyū, sono hoka no monogatari (L et M わたしがあなたを愛する理由、そのほかの物語?) (BeeTV, 2012)
- Akujo ni tsuite (悪女について?) (TBS, 2012)
- Tokeiya no musume (時計屋の娘?) (TBS, 2013)
- First Class (ファースト・クラス?, Fāsuto kurasu) (Fuji TV, 2014)
- Yōkoso, wagaya e (ようこそ、わが家へ?) (Fuji TV, 2015)

## Discografia

### Singoli
- 2007 - Taiyō no uta
- 2007 - Free
- 2007 - Destination Nowhere